# La squadra del tempo
La squadra del tempo (Time Squad) è una serie animata statunitense ideata da Dave Wasson.
Segue le avventure di Otto Sattutto, Bruto Diligente e il robot Larry 3000, un trio di sfortunati "poliziotti del tempo" che vivono in un lontano futuro e che viaggiano indietro nel tempo nel tentativo di correggere il corso della storia. Durante le loro avventure, si imbattono in importanti personaggi storici come Giulio Cesare, Abraham Lincoln, Sigmund Freud, Leonardo da Vinci, i padri fondatori e Montezuma, che hanno preso un corso di vita drasticamente diverso da quello che la storia impone. La missione della squadra del tempo è guidare queste figure sulla strada giusta e garantire l'integrità del futuro.
La serie è stata trasmessa per la prima volta negli Stati Uniti su Cartoon Network dall'8 giugno 2001 al 26 novembre 2003, per un totale di 26 episodi (e 53 segmenti) ripartiti su due stagioni. In Italia la serie è stata trasmessa su Cartoon Network dal 9 febbraio 2002.

## Trama
La serie racconta le avventure di tre agenti della famosa "Squadra del Tempo", gruppo di poliziotti "temporali" che opera in un pianeta Terra pacifico e pulito, 1 milione di anni dopo la nascita di Cristo, con il compito di salvaguardare il normale corso della Storia impedendone capovolgimenti o intoppi. La sezione protagonista del cartone è composta da Bruto Diligente, con fisico da culturista e quoziente di intelligenza assai basso e da Larry 3000, un sofisticato robot super intelligente a tratti un po' snob, che oltre a sopportare l'incompetenza di Bruto è costretto anche a fargli da balia, assolvendo tutti i compiti normalmente sarebbero diretta competenza di una donna delle pulizie. Ciò nonostante, in alcune occasioni, specialmente nella seconda stagione, Diligente dimostrerà di non essere poi così stupido come fa credere solitamente, arrivando persino in un episodio a studiare il galateo mostrando una certa gentilezza nei confronti di Larry, e buffamente dimostrerà di migliorare la propria igiene, piuttosto scarsa nella prima stagione, ma maggiormente curata nella seconda: ciò con risultati anche demenziali quando dichiara (per quanto mettendo nei guai la Squadra stessa staccando la spina del computer principale) che "la lotta al tartaro sia importante quanto la lotta al crimine".
Nel primo episodio si aggiungerà a loro l'orfano Otto "Sattutto", divenuto in seguito agente onorario della Squadra del Tempo (normalmente divisa in Sezioni composte da un solo tempo-poliziotto umano ed un tempo poliziotto-robot). L'incontro con il bimbo avviene casualmente nell'orfanotrofio dove egli è confinato e sfruttato, assieme agli altri compagni, dall'avida ed insensibile Suor Spinosa. Bruto e Larry, per colpa di un errore di coordinate del primo, finiscono infatti nel cadente e malandato istituto credendo di trovarvi Eli Whitney. Corretto il madornale errore grazie alla cultura di Otto, i tempo-poliziotti spiegano al bimbo qual è la loro missione: intervenire ogni qual volta viene segnalata un'anomalia del corso della Storia e viaggiare a ritroso nel tempo per correggerla. In sostanza, le anomalie sulle quali sono chiamati ad intervenire consistono nei comportamenti bizzarri di un personaggio storico, il quale decide di divenire famoso non per quello per il quale verrà consacrato e ricordato, ma per tutt'altro. In quel determinato caso, Larry e Bruto avrebbero dovuto convincere Eli Whitney ad inventare e realizzare la sgranatrice di cotone, dato che l'uomo sembrava più interessato ad altro.
Grazie al preziosissimo aiuto di Otto, il quale si dimostra un genio precoce ed un grande esperto di Storia nonché un ragazzino molto furbo ed astuto, i tempo-poliziotti portano a termine con successo la loro missione, decidendo di salvare il trovatello dal suo triste destino reclutandolo a bordo come agente onorario, portandolo così a vivere nella loro Centrale. Da quel momento Otto verrà catapultato dai nuovi compagni-tutori in mondi ed epoche diverse, alle continue prese con assurdità di ogni genere: dalla volontà di Ludwig van Beethoven di divenire un campione di Wrestling ai sentimenti animalisti del pirata Barbanera, passando per un Napoleone costretto da sua moglie a rinunciare alla sua "carriera" di conquistatore per stare ai fornelli e a badare ai suoi figli. Sarà compito del nostro terzetto di eroi indirizzare questi personaggi sulla retta via e fare di loro gli uomini che i libri di storia ricordano!
A volte ai tre si affiancano altri due membri del corpo di polizia: la seria e capace Sheila Sternwell, ex moglie di Bruto, e il suo assistente XJ5, che non manca di far notare come i suoi accessori siano più aggiornati di quelli di Larry 3000. Ciò perché Larry era stato costruito in origine con funzioni diplomatiche, ma nel mondo in cui vivono tutti gli Stati del mondo sono uniti in un'unica federazione, e quindi la funzione di Larry è scemata fino all'entrata nella Squadra del Tempo.

## Episodi
| Stagione         | Episodi | Prima TV USA | Prima TV Italia |
| ---------------- | ------- | ------------ | --------------- |
| Prima stagione   | 13      | 2001         | 2002            |
| Seconda stagione | 13      | 2002-2003    | 2002-2003       |

## Personaggi e doppiatori

### Personaggi principali
- Otto Sattutto (in originale: Otto Osworth), voce originale di Pamela Adlon, italiana di Flavio Aquilone.
- Lawrence "Larry" 3000, voce originale di Mark Hamill, italiana di Oliviero Dinelli.
- Bruto Diligente (in originale: Beauregard "Buck" Tuddrussel), voce originale di Rob Paulsen, italiana di Gerolamo Alchieri.

### Personaggi ricorrenti
- Sheila Sternwell Tuddrussel, voce originale di Mari Weiss.
- XJ5, voce originale di Daran Norris, italiana di Stefano Mondini.